# Florence Mothe
Pour les articles homonymes, voir Mothe.
Florence Mothe est une journaliste, musicologue et écrivaine française née à Bordeaux le 7 janvier 1947.

## Biographie
Florence Mothe est une descendante du baron Antoine de Gascq : président du Parlement de Guyenne au XVIIIe siècle, il fit construire le château de Mongenan, propriété de la famille de Florence Mothe.
Elle a été élevée à Bordeaux dans une famille marquée par le vin et les arts. Son père, Raymond Mothe, était architecte DPLG et ancien élève de l'École d'Athènes. Il a construit plusieurs bâtiments bordelais entre 1950 et 1985 (aéroport de Bordeaux-Mérignac, centre André-Malraux, CRAMA, caserne des pompiers, Assedic, Crédit Agricole, aménagement du CIVB et de la Barclays Bank). Sa mère, Suzanne Faivre-Mangou (1910-2005), était une des premières femmes viticulteur exploitant, musicienne et relieuse de talent (elle fut l'élève de Pierre Legrain).
Après des études de philosophie à l'université de Bordeaux III, Florence Mothe reçoit les conseils de composition et de direction d'orchestre de Pierre Capdevielle et de Manuel Rosenthal.
Elle devient en 1967 critique musicale de Sud Ouest et de Sud-Ouest-Dimanche, poste qu'elle conservera jusqu'en 1990.
Elle présente en 1969 l'opéra Altanima, écrit par Robert Dussaut et créé au Grand-Théâtre de Bordeaux.
À partir de 1968, elle produit plusieurs émissions sur France Culture et France Musique : Le concert imaginaire et Les musiciens français contemporains. Elle collabore régulièrement depuis sa création au Panorama, émission quotidienne qu'elle anime jusqu'à sa disparition en 1998 en compagnie de Laure Adler, Jean-Maurice de Montrémy et Jean-François Chiappe notamment.
France 3 fait appel à elle pour présenter Prélude à l'après-midi et Antenne 2 pour À nous deux, magazine de Patrick Poivre d'Arvor.
L'Académie des neuf l'accueille également dans le domaine du divertissement. Rédactrice en chef de l'hebdomadaire La Vie de Bordeaux, puis du mensuel La Charente, elle se tourne vers le grand reportage et escorte, en 1998, son compagnon, l'industriel René Trager, dans la tentative de rachat de l'hebdomadaire Minute qu'ils veulent arracher avec leurs associés Simon Coëncas et Étienne Garnier au ghetto de l'extrême droite. Cet essai ayant échoué, Florence Mothe rachète en 2001 l'hebdomadaire girondin Le Réolais, qui deviendra La Gazette du Pays et s'illustrera notamment dans une grande enquête sur l'affaire Robert Boulin.

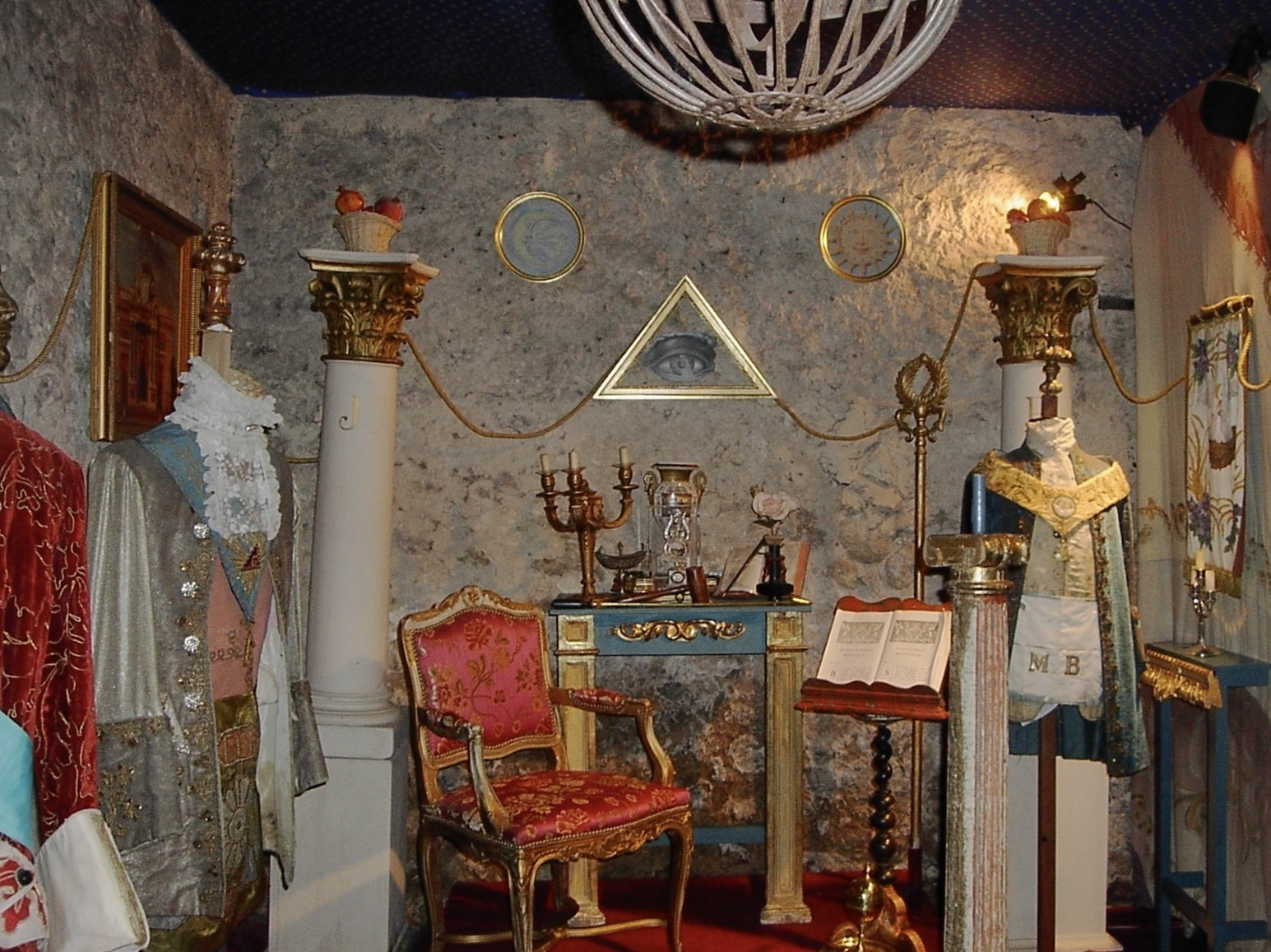
La collection d'objets maçonniques.

Depuis 1983, elle a ouvert au public sa propriété familiale, le château de Mongenan, à Portets où elle a créé un musée du XVIIIe siècle avec notamment un temple maçonnique, et restaure un jardin botanique inspiré par Rousseau et propose des manifestations culturelles hebdomadaires. En 2000, elle crée au château Lagueloup, toujours à Portets, un musée du vin et de la vigne et se consacre à ses trois propriétés viticoles : château de Mongenan, château Lagueloup (appellation Graves), château Majereau- La lagune (appellation Bordeaux).
En 2019, elle a fait partie des 150 citoyens tirés au sort pour participer à la Convention citoyenne pour le climat.

## Distinctions
Florence Mothe est chevalier des Arts et des Lettres. Elle a reçu le Grand Prix de littérature de  la Ville de Bordeaux pour l'ensemble de son œuvre. En 2013, elle reçoit le Grand Prix de l'Institut maçonnique de France.

## Livres

### Romans
- Les Wallenberg (trilogie) : Si Dieu ne manque, Les derniers feux du plaisir, La terrasse des Feuillants, Robert Laffont. Grand Prix de littérature de la ville de Bordeaux.
- Le roi nu. Robert Laffont. Prix des Trois Couronnes.

### Documents
- Les Graves de Bordeaux. Nathan.
- Toutes hontes bues. Cent ans de négoce et de viticulture à Bordeaux, éditions Albin Michel.
- Faites naître votre enfant sous une bonne étoile, éditions du Rocher.
- Lieux symboliques en Gironde, Trois siècles de Franc-maçonnerie à Bordeaux, éditions Dervy, 2012.
- Louis XVI, secrets, ombres et mystères, éditions Regards, 2023.
- Le bonheur par le bout du nez, des roses de Vénus aux mystères d'Eleusis, éditions Regards, 2023

### Mémoires
- Jeune femme bien sous tous rapports, éditions Marabout.

### En collaboration
- In vino veritas, en collaboration avec Pierre Bert, Albin Michel.
- Respectueusement vôtre, Presses de la Cité.
- Le 14 juillet 1989, en collaboration avec Gérard Montassier, éditions du Pré aux clercs.
- Michel le jardinier au jardin de Jean-Jacques Rousseau, en collaboration avec Michel Lis, éditions Mengès.

### Théâtre
- Le clou de Monsieur Louis[N 1], chorégraphie de Françoise Adret, avec Yolande Folliot et Noella Pontois, Grand Prix du syndicat de la critique 1980[9], mise en scène de Paul-Émile Deiber. Le clou de Monsieur Louis a été présenté dans le cadre du Mai de Bordeaux de 1980 à l'occasion du bicentenaire de l'ouverture du Grand Théâtre en 1780.
- L'impromptu de Bordeaux, mise en scène de Paul-Émile Deiber avec Yollande Folliot.
- Mimi, Manon et Violetta, théâtre du Palais-Royal, mise en scène de Paul-Emile Deiber.

## Engagement associatif
- Florence Mothe est présidente d'honneur de plusieurs associations de défense du patrimoine et des terroirs viticoles français.